# Addie L. Ballou

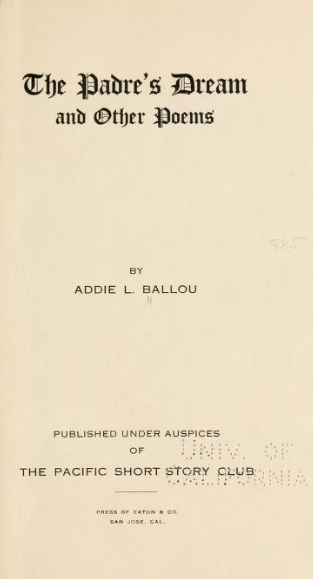
Strona tytułowa tomiku The Padre's dream and other poems

Addie L. Ballou (ur. 29 kwietnia 1838, zm. 10 sierpnia 1916) – amerykańska pielęgniarka, działaczka społeczna, malarka, pisarka i poetka, znana jako jedna z pierwszych bojowniczek o prawa kobiet.

## Życiorys
Adeline Lucia Hart Ballou urodziła się 29 kwietnia 1838 roku w miejscowości Chagrin Falls w stanie Ohio. Była córką Alexandra Hamiltona Harta i jego żony Mary „Polly” Hart. Wcześnie straciła matkę. Przeniosła się z rodziną do Wisconsin. Jako piętnastoletnia dziewczyna wyszła za mąż za Alberta Dariusa Ballou. Urodziła pięcioro dzieci, czterech chłopców i jedną dziewczynkę. W 1869 roku rozwiodła się z mężem.

### Edukacja
Uczyła się sama, równocześnie dbając o rodzinę. W czasie wojny secesyjnej służyła jako pielęgniarka w 32 ochotniczym pułku piechoty z Wisconsin. W 1870 roku przybyła do San Francisco i zaczęła studiować w szkole wzornictwa. Otworzyła studio portretowe na Market Street.

### Walka o prawa kobiet
Dała się poznać jako obrończyni praw kobiet. Wywalczyła dopuszczenie kobiet do zawodu notariusza. Wygłaszała też wykłady o zjawiskach psychicznych i parapsychicznych. W 1885 popłynęła do Australii, a w 1900 udała się w podróż do Francji. Zmarła 10 sierpnia 1916 roku w San Francisco. Została pochowana na cmentarzu w Igo w Kalifornii. Została zaliczona do San Francisco Hall of Fame.

## Twórczość
Addie L. Ballou była malarką i poetką. Wydała dwa tomiki poetyckie, Driftwood (1899) i The Padre's Dream and Other Poems (ok. 1915). W tym ostatnim opublikowała tytułowy poemat w siedmiu pieśniach, napisany strofą ośmiowersową rymowaną ababcdcd.
Była dobrą pejzażystką, malowała martwe natury, zwłaszcza owoce oraz odważne jak na owe czasy akty. Malowała także portrety znanych ludzi, m.in. oficjalny wizerunek Henry’ego Markhama (1897), osiemnastego gubernatora Kalifornii. Obraz ten znajduje się na kapitolu w Sacramento.
Akty - na owe czasy zbyt naturalistyczne - spotkały się z niezrozumieniem oceniających. Jej Poranek, po dwukrotnej prezentacji w Pawilonie Mechanicznym, został następnie odrzucony w 1890 roku przez Stanową Wystawę Kalifornijską w Sacramento ze względu na nagość i naturalizm postaci jako obraza ówczesnej moralności. Jednak już dwa lata później doceniono kolejny akt Noc za świetną kompozycję, kolorystykę i rysunek postaci. Wiele spośród jej prac uległo zniszczeniu w wielkim trzęsieniu ziemi i pożarze San Francisco w 1906 roku. Mimo to się nie załamała.
Addie Ballou jest bohaterką powieści Alice Allan, Mrs. Ballou: A Novel Inspired by Actual People and Events.